# مسرشميت مي 509
مسرشميت مي 509 (بالإنجليزية: مسرشميت Me 509) مشروع لطائرة مقاتلة مصنوعة بالكامل من المعدن، وكانت في مرحلة التنفيذ في ألمانيا خلال الحرب العالمية الثانية .

## التطوير
لم يعثر على الكثير من المعلومات حول مشروع الطائرة. كانت تعتمد على هيكل طائرة مي 309 ولكن مع وضع المحرك خلف قمرة القيادة المضغوطة، بطريقة مماثلة إلى حد كبير للطائرة الأمريكية بيل بي-39 ايراكوبرا.
كان المحرك المستخدم هو دايملر بنز دي بي 605 والذي يعمل بمروحة ثلاثية الشفرات، وكان من المقرر أن يتم تسليحها بواسطة أثنين من رشاشات MG 131 واثنين من مدفع MG 151/20. تم استخدام معدات الهبوط ثلاثية العجلات من طراز مي 309، والتي عملت بشكل أفضل على طراز 509، بسبب الوزن الأقل على عجلة المقدمة لإن عجلة المقدمة في طراز مي 309 قد انهارت أثناء التجارب. تم إلغاء المشروع مع مي 309،  لكن اليابانيين صنعوا طائرة مماثلة، Yokosuka R2Y Keiun، والتي عانت من ارتفاع درجة حرارة المحرك.

## المواصفات
تطويرات ذات صلة
- مسرشميت مي 309

طائرات شبيهة من حيث الدور والقدرة والعصر
- بيل بي-39 ايراكوبرا
- بيل بي-63 كينغ كوبرا
- يوكوسوكا R2Y
- كولهوفن FK55